# Doris Leuthard
Doris Leuthard (Merenschwand, Argovia, Suiza, 10 de abril de 1963) es una política y abogada suiza, miembro del Partido Demócrata Cristiano suizo. Fue elegida consejera federal el 14 de junio de 2006. Su mandato comenzó oficialmente el 1 de agosto del mismo año.

## Estudios
Leuthard hizo sus estudios primarios en las localidades de Merenschwanden y Muri, en tanto que asistió a la enseñanza secundaria en la ciudad de Wohlen, cantón de Argovia.
Estudió la carrera de Derecho en la Universidad de Zúrich y obtuvo la licenciatura para la abogacía en el cantón de Argovia en 1991.

## Carrera profesional
A partir de 1989 Doris Leuthard comienza a trabajar en un bufete de abogados. Dos años más tarde obtiene su patente para ejercer como abogada; a partir de ese momento, se asocia con el bufete de abogados Fricker-Leuthard con sede en Wohlen y Muri.
Durante la década de 1990 entra a formar parte de varios consejos de fundaciones y administraciones, entre ellos la Compañía Eléctrica de Laufenburgo (Elektrizitätsgesellschaft Laufenburg) y el Nuevo Banco Argoviano (Neue Argauer Bank). También estuvo al frente de las universidades populares de Argovia.

## Carrera política
Fue miembro del Consejo Escolar de Muri (Argovia) de 1993 a 2000. Igualmente de 1996 a 1997 fue miembro de las autoridades de conciliación en materia de derecho de arrendamiento.
Desde 1997 hasta 2000 fue miembro del Gran Consejo de Argovia. En 1999 es elegida para el Consejo Nacional, en el cual forma parte de las comisiones de economía y rendimientos, así como de la de asuntos jurídicos.
Fue vicepresidenta del Partido Demócrata Cristiano de Suiza desde 2001 hasta 2004, fecha en la cual es elegida presidenta del mismo.
El 14 de junio de 2006, Doris Leuthard es elegida Consejera federal en reemplazo de Joseph Deiss, quien había renunciado a su cargo. La elección se llevó a cabo en la Asamblea federal, resultando elegida en la primera vuelta por 133 votos de un total de 234 votos válidos (240 posibles).

## Consejo Federal
Desde el 1 de agosto de 2006, Doris Leuthard es la encargada del Departamento Federal de Economía (DFE).
Doris Leuthard es favorable a la revisión de la ley del asilo. Se opone a la privatización de la compañía nacional de telecomunicaciones (Swisscom), así como a la adhesión de Suiza a la Unión Europea. El 10 de diciembre de 2008 fue elegida por 173 votos como Vicepresidenta de la Confederación Suiza.
El 2 de diciembre de 2009 fue elegida presidenta de la Confederación para 2010. La Asamblea federal la escogió con 158 votos de 183 válidos. A partir del 1 de noviembre está a cargo del Departamento Federal de Medio Ambiente, Transportes, Energía y Comunicaciones.
El 7 de diciembre de 2016 fue elegida presidenta de la Confederación para 2017. La Asamblea federal la escogió con 188 votos de 207 válidos.
Una pequeña crisis diplomática ocurrió con Alemania en 2017, cuando fue arrestado un ciudadano suizo sospechoso de espionaje en nombre de su gobierno. Berlín reacciona al considerar "increíble" que el Gobierno suizo haya participado en actos de espionaje contra las autoridades tributarias alemanas, luego investigando a los exiliados fiscales en Suiza, y convoca al embajador.